# Wężówka (jezioro)
Wężówka (niem. Schlangensee) – jezioro na Wzgórzach Bukowych, położone na południe od Kołowa w województwie zachodniopomorskim, w powiecie gryfińskim, w gminie Stare Czarnowo.
Powierzchnia akwenu wynosi 2,29 ha. Jezioro położone w Puszczy Bukowej, w wąskim głębokim obniżeniu terenu (zbocza powyżej 20 m wys. względnej). Linia brzegowa jest nierozwinięta. Z południowego krańca jeziora wypływa strumień o tej samej nazwie tj. Wężówka. Przy północno-zachodnim krańcu jeziora przechodzi  Szlak PTTK „Wiercipięty”.